# Elías Escalona
Elías Mauricio Escalona Albornoz (Chile, 22 de noviembre de 1973) es un exfutbolista chileno que jugó como mediocampista ofensivo en clubes de Chile y Colombia.

## Trayectoria
Producto de las divisiones inferiores de Huachipato, jugó en el primer equipo acerero entre 1992 a 1994.
El segundo semestre de 1994 se trasladó a Colombia, uniéndose al Cortuluá dirigido por Reinaldo Rueda. En el equipo coincidió con sus compatriotas Carlos Molina (1994-2000) y Fabián Campos (1996), quien también provenía desde Huachipato.
Estuvo cedido en Huachipato (1996), Atlético Huila (1998), Deportes Iquique (1998) y Deportes Puerto Montt (2000).
Sus últimas temporadas como futbolista profesional defendió la camiseta de Deportes Talcahuano, retirándose a fines de la temporada 2003.
Luego del retiro, trabajo como administrativo en ASMAR, empresa pública chilena prestadora de servicios en construcción, mantenimiento, reparación y modernización en la industria naval.

## Selección nacional
Representó a la Selección de fútbol sub-20 de Chile en el Sudamericano Sub-20 de 1992, teniendo como compañeros a Marcelo Salas, Francisco Rojas, Clarence Acuña, entre otros.

## Clubes
| Club                             | País     | Año       |
| -------------------------------- | -------- | --------- |
| Huachipato                       | Chile    | 1992-1994 |
| Cortuluá                         | Colombia | 1994-2000 |
| → Huachipato (cedido)            | Chile    | 1996      |
| → Atlético Huila (cedido)        | Colombia | 1998      |
| → Deportes Iquique (cedido)      | Chile    | 1998      |
| → Deportes Puerto Montt (cedido) | Chile    | 2000      |
| Deportes Talcahuano              | Chile    | 2001-2003 |